# Mohamed Emara
Mohamed Emara (Gobernación de Dacalia, Egipto; 10 de julio de 1974) es un exfutbolista de Egipto que jugaba en la posición de defensa.

## Carrera

### Club
| Periodo   | Club                    |
| --------- | ----------------------- |
| 1993-1996 | Baladeyet El-Mahalla SC |
| 1996-1998 | Al-Ahly SC              |
| 1998–2002 | FC Hansa Rostock        |
| 2002–2004 | Al-Ahly SC              |
| 2004–2005 | Al-Masry SC             |

### Selección nacional
Debutó con Egipto el 22 de noviembre de 1995 en el empate 2-2 ante Zimbabue en Pretoria por la Copa Simba. Su primer gol internacional llegó el 12 de noviembre de 1999 en la derrota por 1-2 ante Ghana en un partido amistoso en El Cairo y su retiro internacional fue el 8 de septiembre de 2002 en la derrota por 0-1 ante Madagascar en Antananarivo por la clasificación para la Copa Africana de Naciones de 2002. Jugó 68 partidos internacionales y anotó dos goles.
Participó en la Copa FIFA Confederaciones 1999 y en tres ediciones de la Copa Africana de Naciones, donde fue campeón en la edición de 1998 y fue seleccionado en el equipo ideal del torneo en dos ocasiones.

## Logros

### Club
- Primera División de Egipto (2): 1996/97, 1997/98
- Copa de Egipto (1): 2002/03
- Supercopa de Egipto (1): 2003
- Supercopa de la CAF (1): 2002
- Mecklenburg-Vorpommern Cup (1): 1998

### Selección nacional
- Copa Africana de Naciones (1): 1998

### Individual
- Equipo Ideal de la Copa Africana de Naciones (2): 1998, 2000